# Метт Грін
Метт Грін (англ. Matt Greene; 13 травня 1983, м. Гранд-Ледж, США) — американський хокеїст, захисник. Виступає за «Лос-Анджелес Кінгс» у Національній хокейній лізі.
Виступав за Університет Північної Дакоти (NCAA), «Айова Старс» (АХЛ), «Едмонтон Ойлерс».
В чемпіонатах НХЛ — 449 матчів (11+47), у турнірах Кубка Стенлі — 30 матчів (0+2).
У складі національної збірної США учасник чемпіонатів світу 2007, 2008 і 2010 (20 матчів, 0+3). У складі молодіжної збірної США учасник чемпіонату світу 2003. У складі юніорської збірної США учасник чемпіонату світу 2001.
Досягнення
- Володар Кубка Стенлі (2012).